# Sawa (Gigiberia)
Sawa, imię świeckie Zaza Gigiberia (ur. 28 września 1966 w Senaki) – gruziński duchowny prawosławny, od 2008 metropolita Choni i Samtredii.

## Życiorys
14 stycznia 1992 otrzymał święcenia diakonatu, a 4 października tegoż roku – prezbiteratu. 3 listopada 1996 otrzymał chirotonię biskupią.